# In Flames
Gli In Flames sono un gruppo musicale svedese nato nel 1990 per iniziativa di Jesper Strömblad, ex membro dei Ceremonial Oath.
Insieme a Dark Tranquillity, At the Gates e Soilwork, la band ha contribuito alla nascita, la crescita e lo sviluppo del death metal melodico svedese. Sono inoltre citati per essere stati tra i principali precursori e ispiratori del metalcore, commistione tra hardcore punk e metal estremo.

## Storia

### Anni novanta

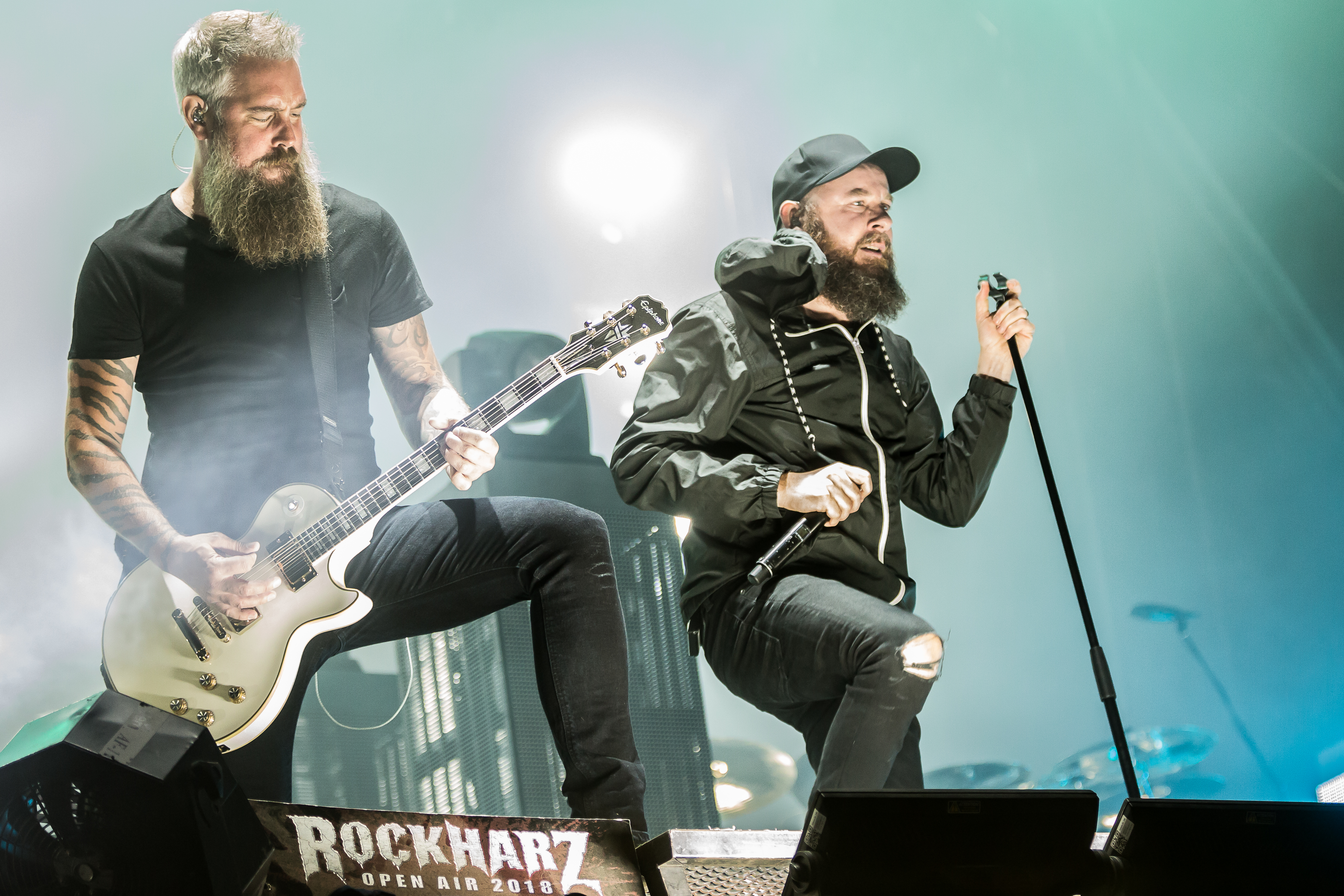
Björn Gelotte e Anders Fridén al Rockharz Open Air 2018

Gli In Flames nacquero nel 1990 a Göteborg, quando Jesper Strömblad decise di muoversi verso sonorità diverse e innovative rispetto a quanto operato nel suo precedente gruppo Ceremonial Oath. Per questo scopo reclutò il chitarrista Glenn Ljungström e il chitarrista Johan Larsson creando quello che sarà il nucleo portante del gruppo nella prima parte della carriera del gruppo.
Nel 1994 il trio pubblicò l'album di debutto Lunar Strain per la Wrong Again Records, caratterizzato dall'unione tra il death metal scandinavo primordiale e il folk caratteristico di quelle regioni, presentando uno stile definito melodic death metal. Dopo l'EP Subterranean, pubblicato nello stesso anno, nel 1995 uscì il secondo album The Jester Race, il primo a figurare in formazione il cantante Anders Fridén e il batterista Björn Gelotte. Uscito tramite la Nuclear Blast, il disco è ritenuto un originale punto di mescolanza fra la melodia, l'attitudine, il feeling delle band heavy metal britanniche, la rabbia ed il canto in growl del melodic death metal e spalancò le porte del successo europeo al gruppo. Dopo il mini-CD Black-Ash Inheritance, fu la volta del terzo album Whoracle, nel quale si accentuarono ancor di più le influenze degli anni ottanta (Iron Maiden in primis) e fece guadagnare alla band sempre più considerazione da parte della stampa specializzata. Nel 1997 registrano Murders in the Rue Morgue degli Iron Maiden, partecipando a Made in Tribute: A Tribute to the Best Band in a Whole Goddamn World prodotto dalla Adrenaline Records.
L'ascesa della band rischiò di bloccarsi proprio quando, appena terminate le registrazioni di Whoracle, Ljungström e Larsson decisero di abbandonare. Al basso fu chiamato Peter Iwers, mentre alla chitarra subentrò Niklas Engelin. Quest'ultimo però abbandonò il gruppo poco dopo per concentrarsi sui Gardenian, altra sua band. A questo punto Björn Gelotte passò dalla batteria alla chitarra e Daniel Svensson venne assunto come nuovo batterista. Questo fu il punto di maggiore svolta degli In Flames.
Il 31 maggio 1999 venne pubblicato Colony, definitiva squadratura heavy metal degli In Flames, che fu lodato per la melodia unita alla grande potenza, oltre che per il growl di Fridén che molti considerano divenuto ormai ottimo, ma che ricevette anche critiche per l'impronta poco innovativa e troppo impastata che portò Colony ad essere definito un album di transizione non riuscito completamente; rimane comunque l'album più redditizio del gruppo che consentì ai cinque di imbarcarsi in un tour mondiale di grande successo, comprendente anche gli Stati Uniti.

### Anni duemila

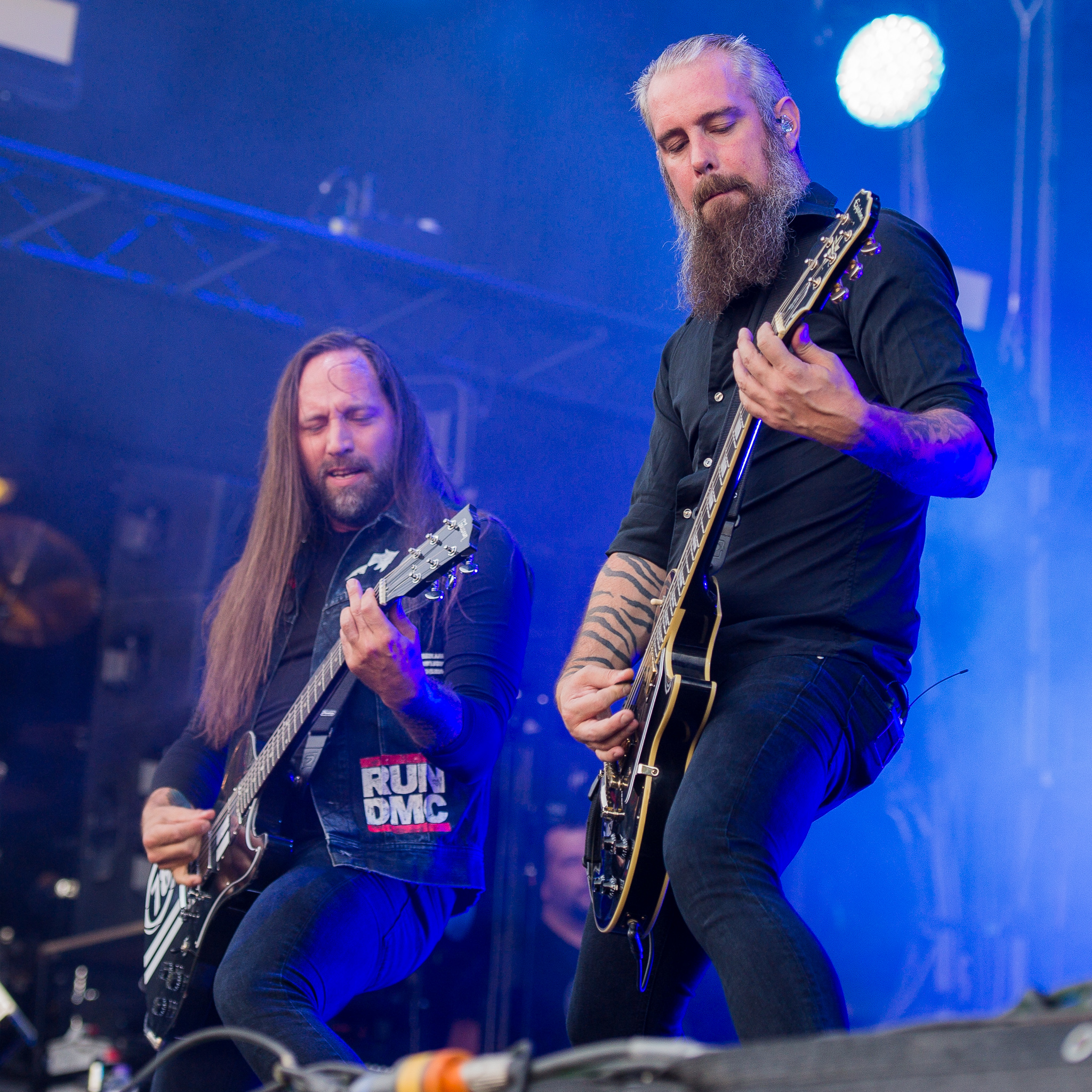
Niclas Engelin e Björn Gelotte al Rock im Park 2015

Il 2000 ha segnato la pubblicazione del quinto album Clayman, sempre fondato sul metal classico ma che sperimentò alcune soluzioni melodiche, generalmente più atmosferiche, che resero più varie le canzoni; elogi e critiche furono gli stessi del precedente album, ma a causa della maggiore orecchiabilità venne ignorato dai fan più intransigenti della band. L'album è stato molto importante per lo sviluppo del melodic death metal scandinavo e influenzerà molte giovani band del genere, Nightrage su tutte.
Il 2001 vide l'uscita dell'album dal vivo The Tokyo Showdown, registrato durante il concerto tenutosi a Tokyo il 16 novembre 2000, che concluse la parte di carriera in cui probabilmente la band riuscì ad ottenere i responsi più positivi. Reroute to Remain del 2002 rappresentò, infatti, una svolta verso sonorità ispirate alla scena heavy metal statunitense del periodo, ricche di groove e contaminate dall'alternative metal, svolta che fece storcere il naso ai fan del gruppo, accusato di essersi venduto al nu metal, sebbene da questo genere differivano molto per la proposta musicale e per le maggiori sperimentazioni. Erano presenti alcuni motivi più duri ispirati dal metalcore, che divennero maggiormente evidenti in seguito. La critica specializzata sottolineò invece l'enorme potenziale dell'album che non sempre veniva sfruttato appieno, analizzando scrupolosamente pregi e difetti della nuova linea e trovando i punti connettori fra le diverse scene musicali, la svedese e l'americana. Il 27 dicembre 2004 durante un concerto ad Hammersmith, Londra, gli In Flames hanno suonato la reinterpretazione dei Pantera Fucking Hostile dedicandola alle vittime dello Tsunami e al chitarrista Dimebag Darrell, ucciso pochi giorni prima.

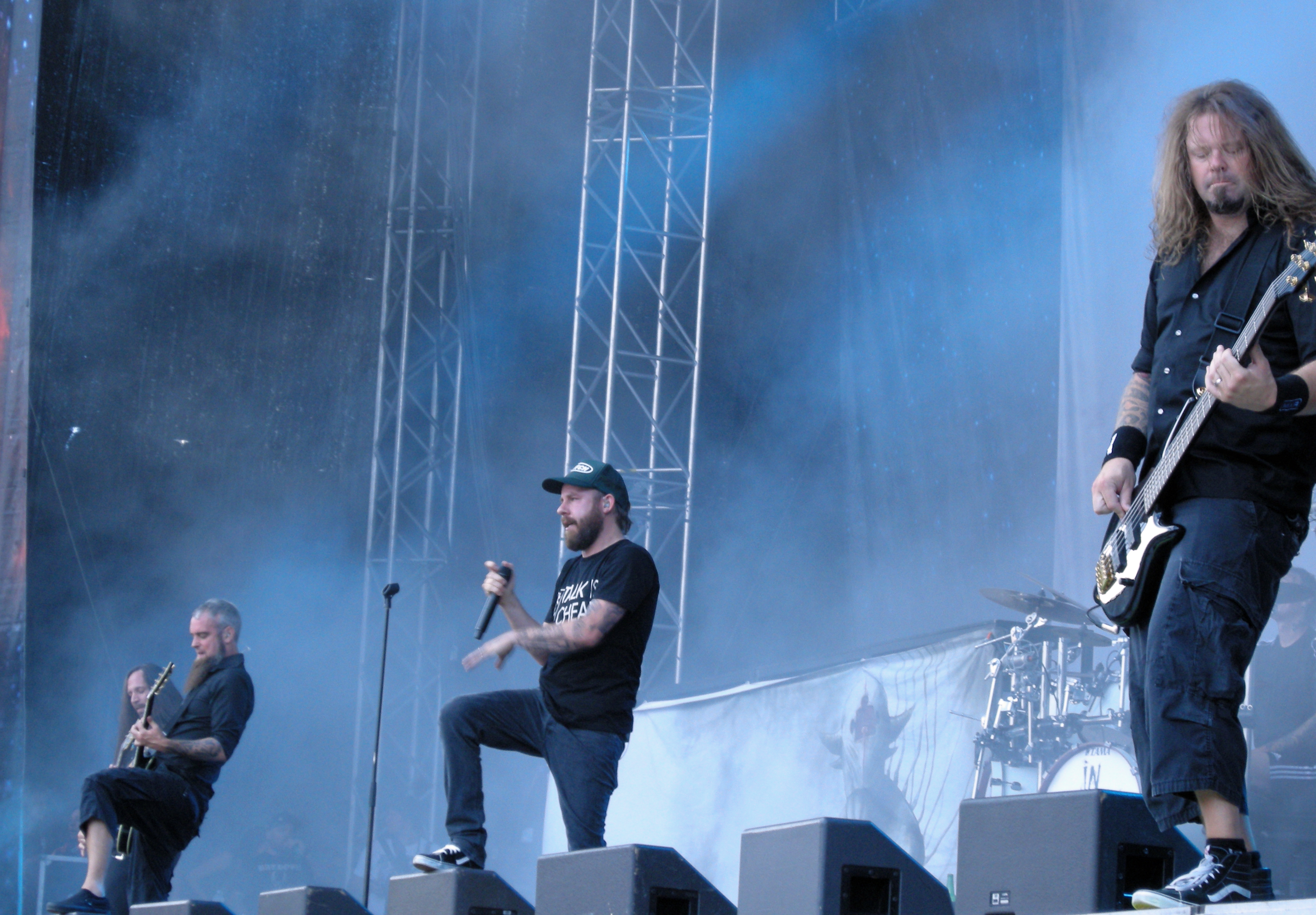
Gli In Flames al Sonisphere Festival, a Stoccolma, 2011

Lo sforzo successivo della band fu Soundtrack to Your Escape, ideale prosecuzione del nuovo corso della band, ma per alcuni versi ancora più diverso del precedente, mentre nel 2006 il quintetto ormai consolidato da diversi anni pubblicò Come Clarity nel quale si colgono l'enorme ispirazione per il genere metalcore statunitense. L'album fu definito una scarica di potenza e melodia, come per Colony, tanto da essere definito il Colony dei nuovi In Flames, ma anche le critiche non mancarono e anzi, in alcuni casi lo si definì un album troppo "clonato" e poco originale, ma per molti fan di vecchia data questo disco rappresenta una nuova vita del gruppo. In aprile 2008 è uscito il nono album A Sense of Purpose: la loro ultima creazione è stata sulla falsariga dello stile Come Clarity, con sonorità Swedish Death ben articolate e screaming piuttosto potenti, ma non ha risparmiato chiare ed evidenti innovazioni (ad esempio la canzone The Chosen Pessimist) ed ha riportato alla luce, a tratti, il growl.

### Anni 2010

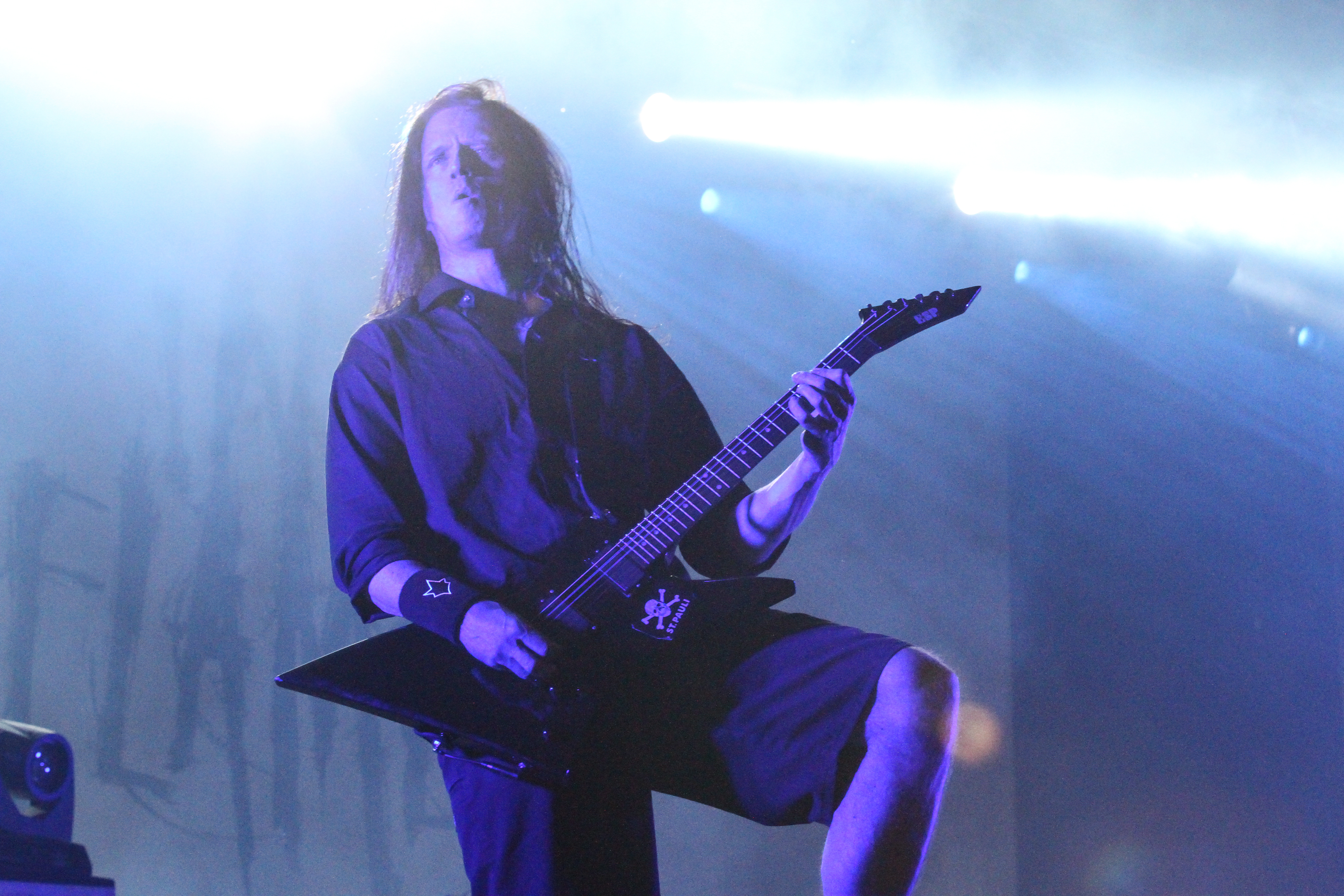
Niclas Engelin al With Full Force Festival 2013

Il 12 febbraio 2010, attraverso il Myspace degli In Flames, viene annunciato l'abbandono di Stromblad, che si allontana dalla band per risolvere i suoi problemi d'alcolismo, anche se in molti credono che il vero motivo del suo abbandono sia la nuova piega nel sound che la band stava adottando negli ultimi album, nonché vari screzi con gli altri componenti del gruppo. Questa seconda ipotesi si accentua quando Jesper decide di fondare un gruppo (i The Resistance) assieme ad altri ex componenti degli In Flames e altri musicisti del panorama melodic death metal svedese. In un'intervista ha dichiarato:
Nello stesso anno gli In Flames hanno collaborato con il gruppo drum and bass Pendulum alla realizzazione del brano Self vs. Self, presente in Immersion.

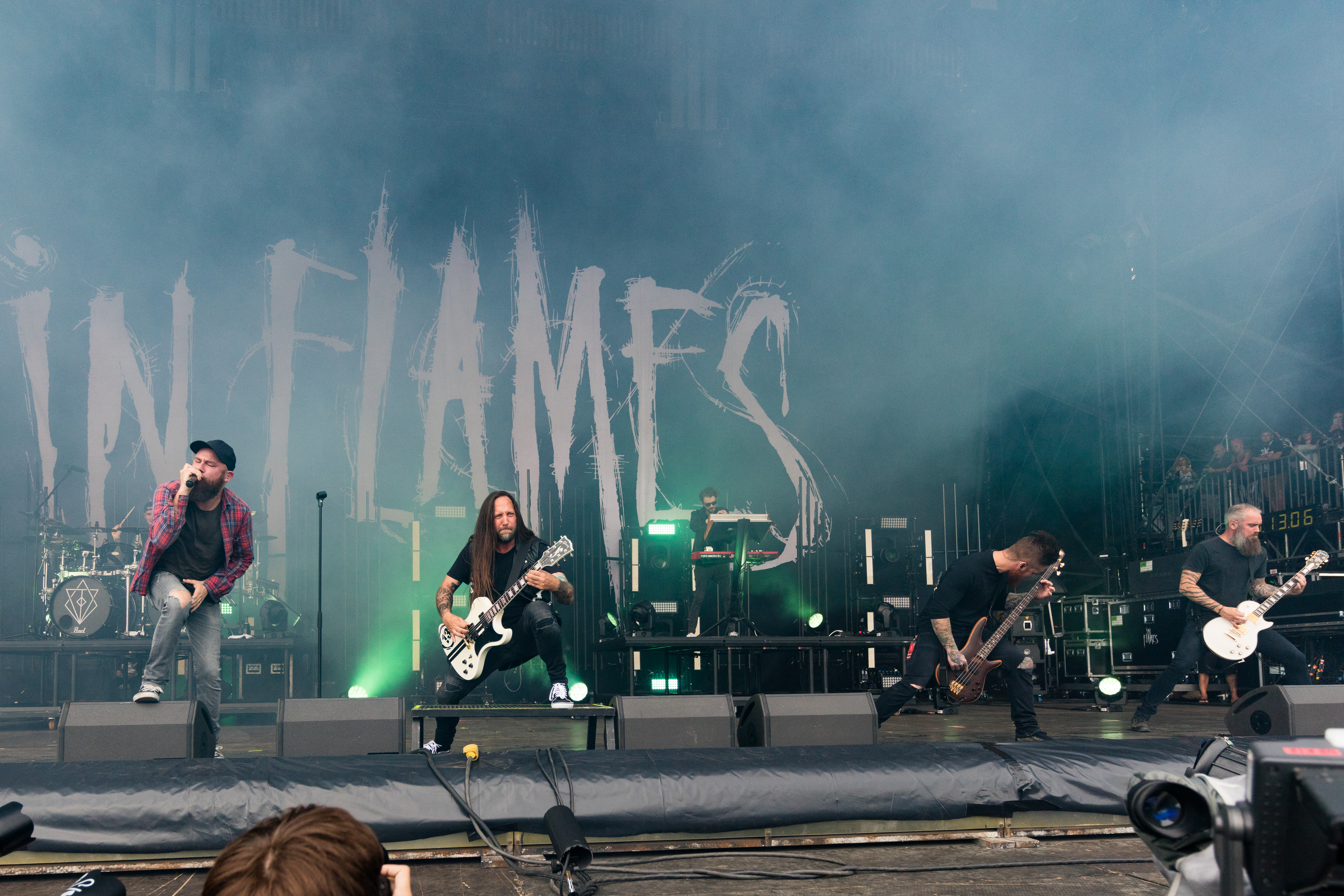
Gli In Flames al Rock am Ring 2017

Nell'estate del 2011 esce il decimo album Sounds of a Playground Fading, dopo l'entrata del turnista Niklas Engelin al posto di Jesper il 7 marzo e il cambio di etichetta con la Century Media Records il 28 marzo. Il disco è la prosecuzione di A Sense Of Purpose ed elimina definitivamente il sound degli esordi muovendosi verso una sperimentazione molto marcata. La conferma dell'addio alle sonorità melodeath è data dalla traccia Jester's Door, che sancisce l'abbandono definitivo del sound (Il titolo è dato dalla "mascotte" del gruppo nella prima parte della carriera dal nome Jesterhead, presente sulle copertine degli album The Jester Race, Colony, Clayman e A Sense Of Purpose ed ora abbandonata). In quest'album Fridén abbandona quasi totalmente scream e growl dando la preferenza a un registro vocale molto più sviluppato che nei precedenti album, usando solo la sua voce pulita, sporcata occasionalmente dal suo timbro vocale, che sembra aver raggiunto uno stile molto personale.
L'8 giugno 2023 la band annuncia la separazione dal bassista Bryce Paul, al suo posto dal vivo con la band suonerà Liam Wilson.

## Formazione
Attuale
- Anders Fridén – voce (1995-presente)
- Björn Gelotte – chitarra solista (1998-presente), batteria (1995-1998)
- Chris Broderick – chitarra ritmica (2020-presente)

Ex componenti
- Anders Iwers – chitarra solista (1990-1992)
- Carl Näslund – chitarra ritmica (1993)
- Glenn Ljungström – chitarra solista (1993-1997)
- Johan Larsson – voce (1990-1993), basso, cori (1990-1997)
- Jesper Strömblad – batteria (1990-1993), chitarra ritmica e tastiera (1990-2010)
- Daniel Svensson – batteria (1998-2015)
- Peter Iwers – basso (1997-2016)
- Joe Rickard – batteria (2016-2018)
- Niclas Engelin – chitarra solista (1997-1998), chitarra ritmica (2006, 2009, 2010-2022)
- Bryce Paul Newman – basso (2017-2023)
- Tanner Wayne – batteria (2018-2025)

Turnisti
- Anders Jivarp – batteria (1994)
- Daniel Erlandsson – batteria (1994)
- Henrik Forss – voce (1994)
- Mikael Stanne – voce (1994-1995)
- Kaspar Dahlkvist – tastiera (1995)
- Håkan Skoger – basso (2016-2017)
- Niels Nielsen – tastiera (2017-presente)
- Liam Wilson – basso, cori (2023-presente)
- Jon Rice – batteria (2025)

## Discografia
- 1994 – Lunar Strain
- 1996 – The Jester Race
- 1997 – Whoracle
- 1999 – Colony
- 2000 – Clayman
- 2002 – Reroute to Remain
- 2004 – Soundtrack to Your Escape
- 2006 – Come Clarity
- 2008 – A Sense of Purpose
- 2011 – Sounds of a Playground Fading
- 2014 – Siren Charms
- 2016 – Battles
- 2019 – I, the Mask
- 2023 – Foregone